# ویدا (آلمان)
ویدا (به آلمانی: Wieda) یک منطقهٔ مسکونی در آلمان است که در اوشتروده (ناحیه) واقع شده‌است. ویدا ۱٬۲۹۵ نفر جمعیت دارد.